# Hr.Ms. En Avant (1939)
De Hr.Ms. En Avant (FY 1743) was een Nederlandse hulpmijnenveger. Het schip is gebouwd als IJM 8 door de scheepswerf Cochrane & Sons uit Selby. Het schip werd op 26 september 1939 gevorderd en omgebouwd tot bewakingsvaartuig en als BV 42 in dienst genomen. Na de val van Nederland in 1940 wist het schip naar het Verenigd Koninkrijk uit te wijken. In het Verenigd Koninkrijk werd het schip omgebouwd tot hulpmijnenveger en voerde het veegoperaties uit in de Britse wateren. Op 5 mei 1943 werd het schip uit dienst gesteld en overgedragen aan de Britse marine.
In Britse dienst voerde de En Avant veegoperaties uit in de Britse wateren. Tijdens de landingen op Normandië sleepte de En Avant de dwergonderzeeboten X 20 en X 23 terug naar het Verenigd Koninkrijk. Het schip werd in november 1945 door de Britse marine teruggegeven aan de eigenaar.